# 安德烈·馬蒂亞斯
安德烈·馬蒂亞斯（André Matias，1989年6月22日—）是一名安哥拉划船運動員，主攻男子輕量級雙人雙槳項目。主要搭檔為讓-呂克·拉沙摩里納。

## 外部連結
- 安德烈·馬蒂亞斯在WorldRowing.com的资料